# Sunshine Hockey League 1994/95
Die Saison 1994/95 war die dritte reguläre Saison Sunshine Hockey League. Während der regulären Saison sollten die fünf Teams jeweils 56 Spiele bestreiten, jedoch nahmen die Fresno Falcons parallel noch am Spielbetrieb anderer Ligen teil, wobei sie nur auf 16 Partien kamen. In den Play-offs setzten sich die West Palm Beach Blaze durch und gewannen den dritten Sunshine Cup in ihrer Vereinsgeschichte.

## Teamänderungen
Folgende Änderungen wurden vor Beginn der Saison vorgenommen:
- Die Fresno Falcons wurden als Expansionsteam in die Liga aufgenommen.

## Reguläre Saison

### Abschlusstabelle
Abkürzungen: GP = Spiele, W = Siege, L = Niederlagen, T = Unentschieden, OTL = Niederlage nach Overtime, GF = Erzielte Tore, GA = Gegentore, Pts = Punkte
|                          | GP | W  | L  | OTL | GF  | GA  | Pts |
| ------------------------ | -- | -- | -- | --- | --- | --- | --- |
| West Palm Beach Blaze    | 57 | 38 | 15 | 4   | 322 | 244 | 80  |
| Jacksonville Bullets     | 57 | 33 | 23 | 1   | 291 | 255 | 67  |
| Daytona Beach Sun Devils | 56 | 23 | 32 | 1   | 240 | 299 | 47  |
| Lakeland Ice Warriors    | 56 | 18 | 37 | 1   | 264 | 320 | 37  |
| Fresno Falcons           | 16 | 9  | 7  | 0   | 76  | 75  | 18  |

## Sunshine-Cup-Playoffs
|  | Sunshine-Cup-Halbfinale | Sunshine-Cup-Halbfinale  | Sunshine-Cup-Halbfinale |  |  | Sunshine-Cup-Finale | Sunshine-Cup-Finale   | Sunshine-Cup-Finale |
|  |                         |                          |                         |  |  |                     |                       |                     |
|  |                         |                          |                         |  |  |                     |                       |                     |
|  | 1                       | West Palm Beach Blaze    | 2                       |  |  |                     |                       |                     |
|  | 3                       | Daytona Beach Sun Devils | 0                       |  |  |                     |                       |                     |
|  |                         |                          |                         |  |  | 1                   | West Palm Beach Blaze | 3                   |
|  |                         |                          |                         |  |  | 2                   | Jacksonville Bullets  | 0                   |
|  | 2                       | Jacksonville Bullets     | 1                       |  |  |                     |                       |                     |
|  | 4                       | Lakeland Ice Warriors    | 0                       |  |  |                     |                       |                     |
|  |                         |                          |                         |  |  |                     |                       |                     |